# Paul Simon (politiker)
Paul Martin Simon, född 29 november 1928 i Eugene, Oregon, död 9 december 2003 i Springfield, Illinois, var en amerikansk demokratisk politiker. Han representerade delstaten Illinois i båda kamrarna av USA:s kongress, först i representanthuset 1975–1985, och sedan i senaten 1985–1997. Han var liberal i värdefrågor, emot rasism och stödde kvinnors och etniska minoriteters rättigheter.
Simon, som var son till en luthersk präst, studerade vid University of Oregon och Dana College som är ett historiskt danskamerikanskt college i Nebraska. Efter de avbrutna studierna var han verksam som publicist i Illinois och tjänstgjorde som officer i USA:s armé under Koreakriget. Simons tidning Troy Tribune tog kraftigt ställning mot prostitution, hasardspel och korruption. Publicistverksamheten bredde sedan ut sig till en kedja av fjorton veckotidningar.
Simon gifte sig den 21 april 1960 med Jeanne Hurley. Båda makarna satte i Illinois lagstiftande församling vid tidpunkten av bröllopet även om hon lämnade sitt uppdrag redan 1961. De fick två barn, Sheila och Martin, och äktenskapet varade till hustruns död år 2000. Simon gifte om sig år 2001 med Patricia Derge.
Simon var viceguvernör i Illinois 1969–1973 under republikanen Richard B. Ogilvie. Den nya konstitutionen av år 1970 förutsätter att guvernören och viceguvernören väljs tillsammans. Efter Ogilvies och Simons tid har guvernören och viceguvernören i Illinois kommit från samma parti. Samarbetet över partigränserna mellan delstatens två högsta ämbetsinnehavare fungerade ändå bra så länge det varade.
Kongressledamot Kenneth J. Gray avgick den 31 december 1974 och Simon tillträdde som ledamot av USA:s representanthus några dagar senare. Han besegrade den sittande senatorn Charles H. Percy i senatsvalet 1984 med omval mot Lynn Morley Martin sex år senare. Simon kandiderade dessutom utan framgång i demokraternas primärval inför presidentvalet i USA 1988. Han ställde inte upp för omval i senatsvalet 1996 och efterträddes i januari 1997 som senator av Richard Durbin.
Simon gravsattes 2003 på Rowan Cemetery i Makanda och i Troy, Illinois finns sedan 2005 ett museum tillägnat honom. I museets logo finns flugan (bow-tie) som Simon var känd för att bära. Författaren till Snobbery, the American Version, Joseph Epstein, kommenterade 2001 i en ledare i Wall Street Journal att Simons fluga inte satt helt som den skulle: "Paul Simon is a habitual bow-tie wearer, though, oddly, he seems never to have learned to tie them properly, for the right side of his ties never quite make it to full bow form."